# Multi-Colored Poodle
Multi-Colored Poodle är en hundras från USA. Den grundar sig på flerfärgade pudlar och är enbart erkänd av den konkurrerande amerikanska kennelorganisationen United Kennel Club (UKC). Liksom med pudeln räknar UKC standard poodles (storpudlar) som gundogs (fågelhundar) och de mindre varianterna som companion dogs (sällskapshundar).

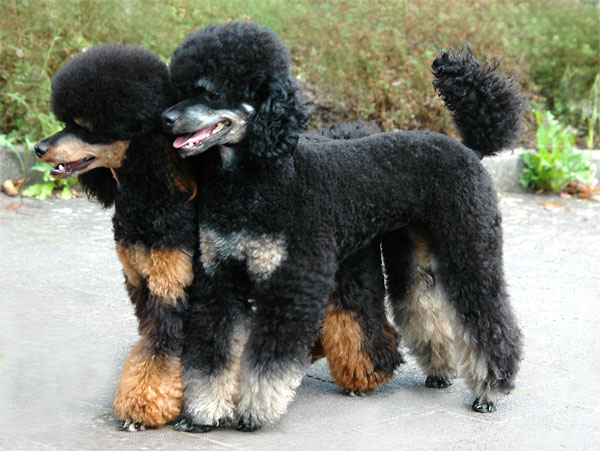

Tidigare utgjorde ställningen för flerfärgade pudlar en kontrovers inom den internationella hundorganisationen Fédération Cynologique Internationale (FCI). Tyska pudelklubbar har länge tillåtit flerfärgade pudlar och kallar dessa för Neufarben. Dessa är av två slag: svartvita (Harlekin) och black and tan (Phantom). 2021 började den franska kennelklubben Société centrale canine (SCC) registrera flerfärgade pudlar som en egen ras, chien pluricolore à poil frisé. Men från och med 1 augusti 2024 erkänner FCI som helhet flerfärgade pudlar som pudlar, vilket gäller även i Sverige. Då UKC inte har något samarbete med FCI eller dess medlemsklubbar utgör dess flerfärgade pudlar en helt egen population.